# Schwert

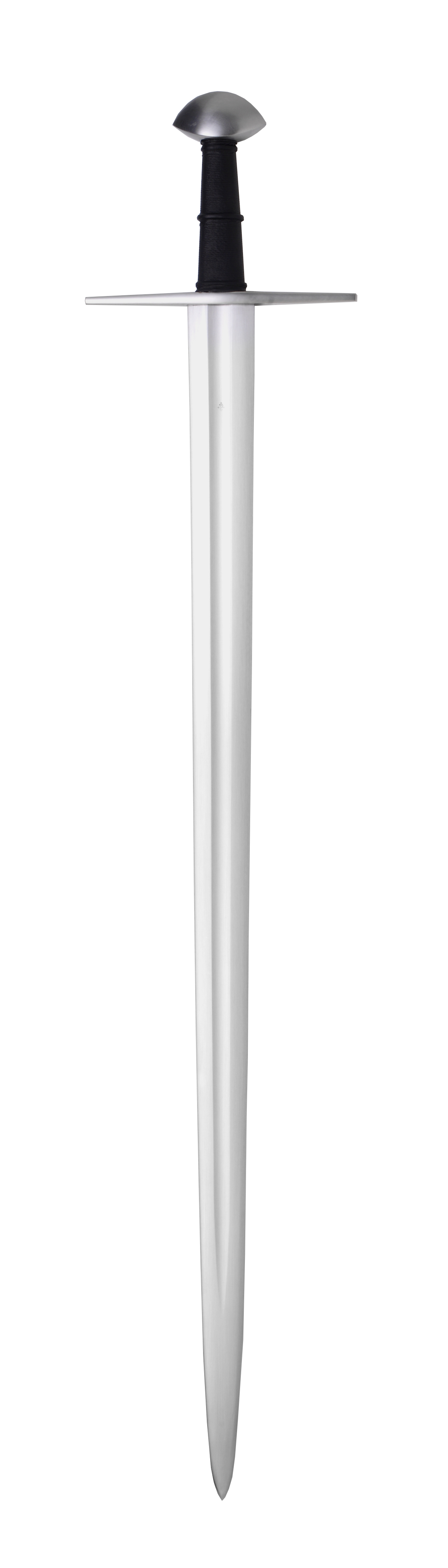
Rekonstruktion eines hochmittelalterlichen Schwertes

Das Schwert ist eine Hieb- und Stichwaffe mit gerader oder gebogener, ein- oder zweischneidiger Klinge, Gefäß und Scheide. Schwerter waren in den meisten antiken bis mittelalterlichen Kulturen zu finden, sowohl im abendländischen als auch im orientalischen und ostasiatischen Kulturraum. Das Schwert hat als Waffe heute keine Bedeutung mehr, es besitzt jedoch noch eine sehr hohe symbolische Bedeutung.

## Etymologie
Das Wort Schwert findet sich schon in einigen der ältesten althochdeutschen Texte (ahd. swert) und ähnlich im Altenglischen (sword, sweord, swyrd), Altsächsischen (swerd), Altniederländischen (swert), Altfriesischen (swerd) sowie im Altnordischen (sverð), so dass es zumeist zum gemeingermanischen Erbwortschatz gerechnet wird (*swerða), allerdings ist das Wort im Gotischen nicht belegt, was in diesem Falle augenscheinlich nicht der Überlieferungslage geschuldet ist, sondern darauf hindeuten mag, dass das Wort im Ostgermanischen, oder zumindest im Gotischen, tatsächlich fehlte. Die weitere Herleitung ist umstritten. Einer Hypothese zufolge ist Schwert ein Kognat von griechisch ἄορ „Schwert“ und ἀείρω „hängen“ und mit diesen zur indogermanischen Wurzel *u̯er- „binden, einreihen, aufhängen“ zu stellen; auszugehen wäre demnach von der Grundbedeutung „(Wehr-)Gehänge“. Willy Krogmann (1932) stellte *swerða hingegen zur Wurzel *su̯er-, die in seiner Rekonstruktion anders als ihr nhd. Reflex „schwären“ nicht nur „eitern“, sondern wie ahd. sweran auch „schmerzen, stechen“ bedeutet haben soll; *swer-ða erkläre sich als Verbalsubstantiv (mit Dentalsuffix) und bedeute mithin so viel wie „das Schneidende, Stechende.“ Andere Autoren führen das Wort naheliegenderweise, aber auf teils recht verschlungenen Wegen auf die Wurzel *(s)ker- „schneiden“ zurück, die beispielsweise auch der Schere zugrunde liegt. Alexander Nikolaev (2009) erklärt germ. *swerða als substantiviertes Adjektiv auf Grundlage der verwandten Wurzel *seh2/3/u „spitz, scharf“, das mithin so viel wie „scharfer/geschärfter Gegenstand“ bedeute, und meint zudem im Keilschrift-Luwischen mit ši(ḫ)u̯al „Dolch“ einen fast bildungs- und bedeutungsgleichen Urverwandten des Schwerts entdeckt zu haben.
In den ältesten Sprachzeugnissen des Germanischen, also in der gotischen Wulfilabibel zum einen und den urnordischen Runenritzungen in Skandinavien zum anderen, findet sich indes noch keine Entsprechung zum mutmaßlich gemeingermanischen *swerða. Hier finden sich im Wortfeld „Schwert“ dafür zwei vielleicht ursprünglichere Begriffe, die später auch in altenglischen, altsächsischen und altnordischen Quellen begegnen (jedoch nicht im Althochdeutschen), was den Schluss auf eine Verbreitung im gesamten germanischen Raum und die Rekonstruktion einer ursprünglichen Wortform *heru- und *mēkija- erlaubt. Welcherart Waffen damit bezeichnet oder unterschieden wurden, lässt sich nicht mit Gewissheit sagen. Der üblichere Begriff war wohl *heru-: mit got. hairus übersetzt Wulfila öfter gr. ῥομφαία rhomphaía (u. a. Lk 2,35 ). Es entspricht aengl. heoru, asächs. heru und anord. hjǫrr; nur im Isländischen hat sich das Wort bis heute erhalten, wobei hjör „Schwert“ hier auch nur als poetischer Archaismus begegnet. *mēkeis (rekonstruierter Nominativ der gebeugten Form meki, Akk. Sg.) erscheint bei Wulfila hingegen nur einmal in Eph 6,17  als Übersetzung von gr. μάχαιρα máchaira. Da die ursprünglich thrakische Romphaia ein besonders langes Sichelschwert war, die Machaira hingegen zumindest ursprünglich offenbar eine Art Dolch, liegt es nahe, dass gotisch hairus eher ein Langschwert, *mēkeis hingegen ein Kurzschwert bezeichnet haben mag. Got. *mēkeis entspricht offenbar dem urnordischen mākija, das in einer der ältesten Runeninschriften überhaupt belegt ist, dem auf die Mitte des 3. Jahrhunderts datierten Ortblech von Vilmose, sowie aengl. mǣce und asächs. māki. Dieses Wort lebt in keiner heute gesprochenen germanischen Sprache fort, dafür aber im Finnischen, das das Wort offenbar sehr früh aus dem Germanischen entlehnte (miekka „Schwert“), ebenso wie das Altslawische (mečь). Bisweilen wurde aber auch der umgekehrte Fall angenommen, also eine Entlehnung aus dem Finnischen oder Slawischen ins Germanische, neuerdings vermutet man aber eher, dass es sich hier wie dort letztlich um eine Entlehnung aus einer iranischen oder auch einer kaukasischen Sprache handelt; jedenfalls scheint es sich bei germ. *mēkija- nicht um ein Erbwort, sondern um ein Wanderwort zu handeln. Ein weiteres germanisches Schwert ist das Sax (ahd. und as. sahs, an. sax < germ. *sahs), das die bevorzugte Hiebwaffe des Stammes der Sachsen war und ihm auch den Namen gab; seine Gestalt und Bauweise ist dank zahlreicher archäologischer Funde, die eindeutig den Sachsen zuordenbar sind, gut bekannt.

## Beschreibung

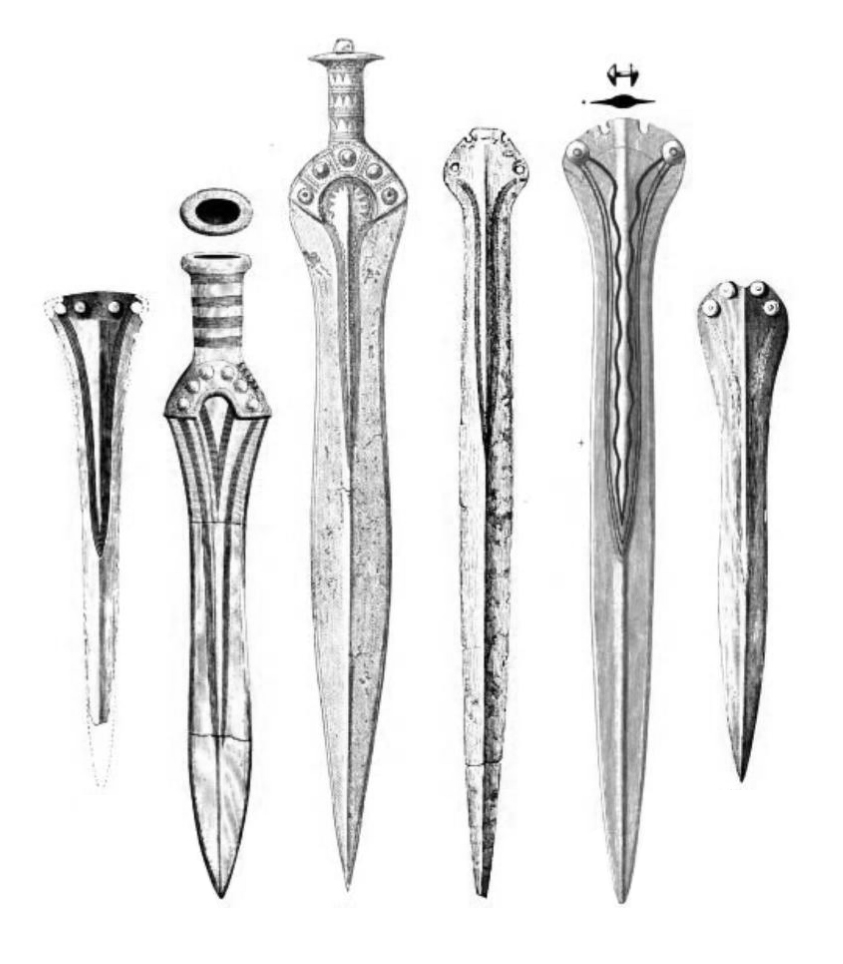
Frühbronzezeitliche Schwerter nach O. Montellius

Neben seiner Funktion als Waffe besaß das Schwert seit jeher die eines Macht- und Statussymbols. Dies ist zum einen darin begründet, dass das Schwert die erste Waffe darstellt, die speziell zum Nahkampf „Mensch gegen Mensch“ entwickelt wurde, zum anderen in der handwerklichen Herausforderung, die die Fertigung einer solchen Waffe darstellte. Schwerter aus Bronze waren schwer zu gießen und materialintensiv. Zudem benötigte man eine entsprechend große, aufwändig herzustellende Gussform. Schwerter aus Eisen wiederum waren das Ergebnis einer aufwändigen Schmiedearbeit, die spezielles Wissen voraussetzte. Im Vordergrund stand immer die Gebrauchsfähigkeit: Ein Schwert durfte nicht brechen und sich trotz hoher Flexibilität möglichst nicht plastisch verbiegen, es musste leicht sein, um den Besitzer während des Gebrauches nicht zu ermüden, und es musste lange scharf bleiben. Schwerter stellen in vielen früheren Kulturen den Höhepunkt des handwerklichen Könnens dar. In kriegerischen Zeiten konnten Schwerter aber auch Massenprodukte von verminderter Qualität sein. Wenn es nötig war, viele Kämpfer damit auszurüsten, wurden Schwerter schnell und günstig für den aktuellen Bedarf gefertigt.
In einigen Gesellschaften erreichte das Schwert einen regelrechten Kultstatus. So war im Japan der Edo-Zeit das Tragen von Schwertern nur bestimmten Personen gestattet und strikt reglementiert. Auch bei den Kelten lässt sich eine Art Schwertkult feststellen. Die Männer wurden mit Schwert begraben, Schwerter wurden rituell zerstört oder als Opfergaben in Seen und Flüssen versenkt. Daher sind viele Originale in Museen und Sammlungen erhalten.
Das Schwert erfuhr in seiner Geschichte einen Gestaltungs- und Formenwandel. Es unterlag stets der Mode der Zeit und wurde an die jeweiligen Kampfstile und Rüstungen der Gegner angepasst. So sind schon Schwerter der Bronzezeit auf Hieb oder Stich optimiert, die Langschwerter der Kelten gut vom Pferd oder Streitwagen aus zu benutzen und die kurzen Gladii der Römer für dichten Nahkampf konzipiert. Später folgten auf Hieb und Stich optimierte, lange Schwerter, die mit dem ausgehenden Mittelalter zu Stoßwerkzeugen, sogenannten „Panzerstechern“, wurden, um die Eisenrüstungen der Ritter zu durchdringen.
Es gibt auch lange Perioden ohne großen Wandel in der Form des Schwertes. So blieb das Schwert der Latènezeit über mehrere Jahrhunderte in seiner grundlegenden Form unverändert. Auch das mittelalterliche Schwert blieb über Jahrhunderte in seiner Form fast gleich. Besonders statisch ist das japanische Schwert. Hier sind Unterschiede in der Klingenform (Sugata) nur von Spezialisten zeitlich zuzuordnen.

## Sonderformen europäischer Schwerter

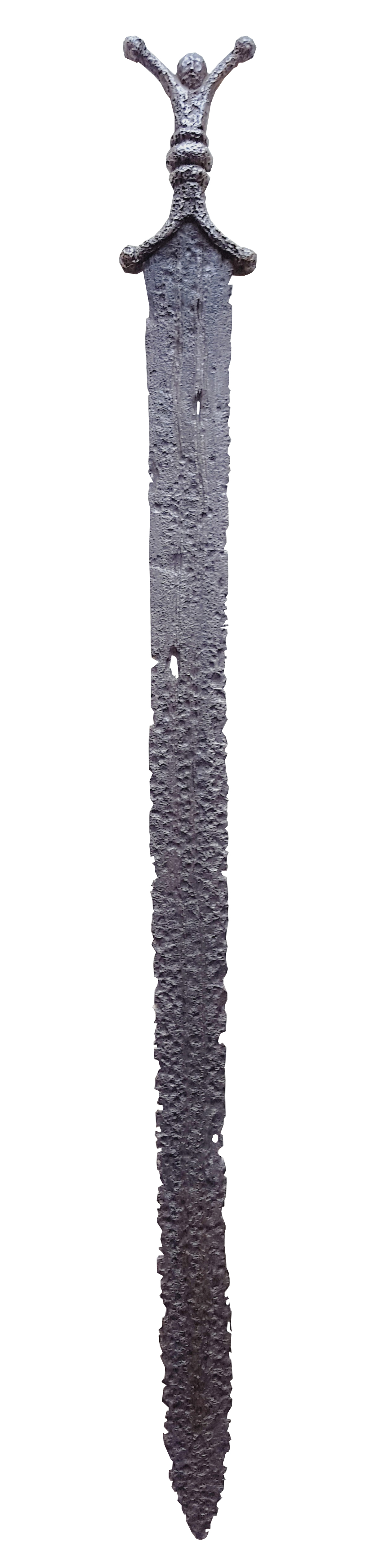
Anthropomorphes keltisches Schwert der Latènezeit

Das Knollenknaufschwert der Kelten versetzte die Forschung in Erstaunen, da man annahm, derartig dünne „Rapierklingen“ gäbe es aufgrund der technischen Machbarkeit erst ab der Renaissance. Tatsächlich gab es aber bereits Vorläufer in der Bronzezeit. Das Knollenknaufschwert ist die erste derartige Waffe aus Eisen.
Ein weiteres keltisches Schwert ist das anthropomorphe Schwert. Die spezielle Griffform, die an einen Menschen mit ausgestreckten Armen und Beinen erinnert, entstand wohl aus bronzezeitlichen Griffformen. Die Schwerter haben meist kurze Klingen. Einige wenige Langschwerter sind bekannt.
Die dakische Falx ist ein Sichelschwert, bei dem im Gegensatz zum Säbel die Innenseite der Biegung geschärft ist.
Das Ringknaufschwert ist eine römische Variante, die wohl südosteuropäische Vorbilder hat.
Das Ringschwert ist ein völkerwanderungszeitlicher bis frühmittelalterlicher Typ, bei dem am Knauf zwei ineinander verkettete Ringe angebracht sind. Über die Bedeutung ist man sich nicht im Klaren.
Das Sauschwert ist eine in der Renaissance aufkommende Waffe zur Jagd auf Wildschweine vom Pferd aus. Das lange Schwert besitzt nur im oberen Drittel bzw. Viertel eine zweischneidige Klinge, der Rest der Klinge ist ein Vierkant bzw. eine überlange Fehlschärfe. Das Verletzungsrisiko für Pferd und Reiter ist damit minimiert.
Das Richtschwert ist eine Sonderform für die Justiz ab der Renaissance bis ins 19. Jahrhundert. Es ist nur zum Hieb gedacht, besitzt damit auch keinen spitzen Ort.
Der Bidenhänder ist ein bis zu über 2 Meter langes, zweihändig geführtes Schwert. Es wurde im ausgehenden Mittelalter und der Renaissance von Landsknechten als „Breschenschneider“ in vorderster Reihe eingesetzt.

## Entwicklungs- und Verbreitungsgeschichte

### Bronzezeit

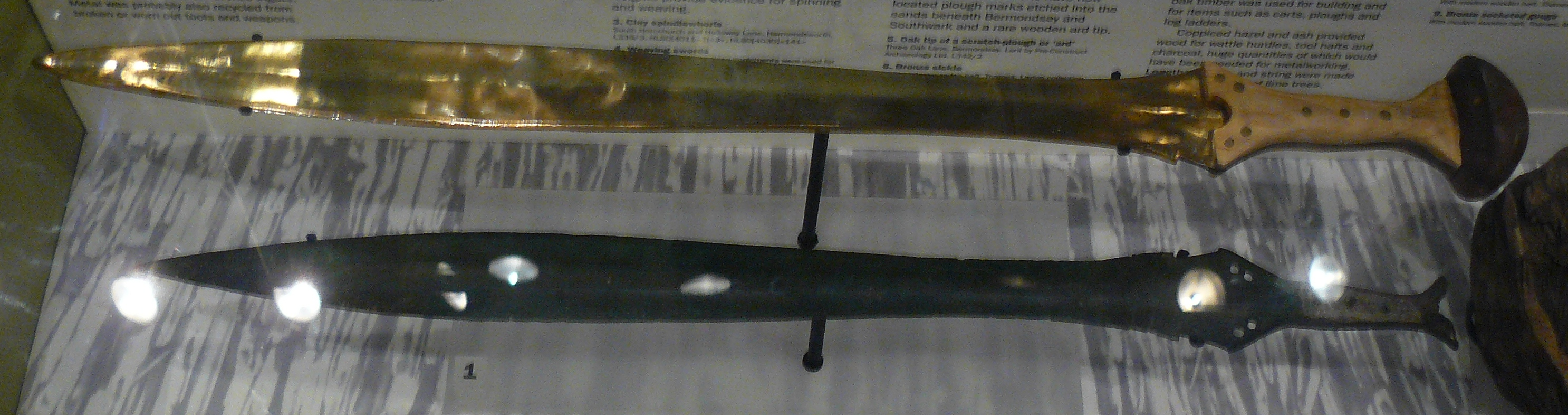
Bronzeschwert (ca. 900–700 v. Chr., England), darüber entsprechende Replik

Als älteste Schwerter gelten die Funde aus Arslantepe auf dem Gebiet der heutigen Türkei. Sie datieren in die Mitte des 4. Jahrtausends vor Christus. Hier wurde durch die frühe Verarbeitung von Kupfer und die Beimischung von Arsen sogenannte Arsenbronze erzeugt, was die Produktion von Schwertern ermöglichte. Die Schwerter dienten wohl hauptsächlich repräsentativen Zwecken.
Mit großem Abstand zu den Funden aus Arslantepe treten um 2500 vor Christus erneut bronzene Schwerter in Kleinasien auf. Im ägäischen Kulturraum finden sich ab Beginn des 2. Jahrtausends vor Christus erste Bronzeschwerter. Diese oft sehr langen und dünnen, papierartigen Klingen lassen die Verwandtschaft zu ihren vorderasiatischen Vorfahren deutlich erkennen. Nur wenig später finden sich auch in Mittel- und Nordeuropa Bronzedolche; um ca. 1.600 vor Christus entwickeln sich daraus lange Schwerter.
Die Schwerter der Bronzezeit werden unterschieden in die älteren Vollgriffschwerter, Griffzungenschwerter, Griffangelschwerter und Griffplattenschwerter:
- Bei den Vollgriffschwertern handelt es sich im Prinzip um Griffangel- bzw. Griffzungenschwerter mit einem aufgenieteten oder angegossenen Griff.[14]
- Griffzungenschwerter besitzen eine Griffplatte, die nicht bis an das Heftende reicht. Der wohl meist hölzerne Griff ist auf der Griffzunge vernietet und bildet am Ende einen Knauf.[15]
- Griffangelschwerter haben einen durch den Griff gehenden Erl, der am Griffende vernietet ist.
- Bei Griffplattenschwertern ist der Griff vollflächig aus der Klinge gearbeitet und wird lediglich von zwei Griffplatten flankiert. Diese Form tritt vor allem in Vorderasien auf. Des Weiteren werden Bronzeschwerter mit einem verbreiterten Ende (Griffzungenschwerter ohne „Zunge“), an dem der Griff aufgenietet wurde, als Griffplattenschwert bezeichnet.

### Eisenzeit

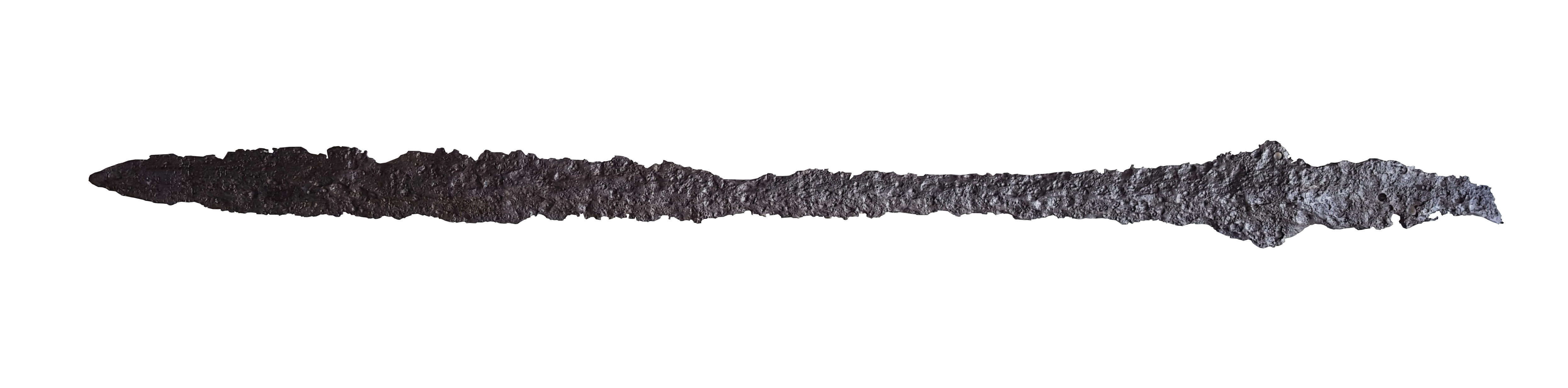
Eisernes Griffzungenschwert aus der Hallstattzeit

Der Beginn der Eisenverarbeitung fällt in Mitteleuropa in die Hallstattzeit. Erste Schwerter aus Eisen sind Griffzungenschwerter und entsprechen in ihrer Formgebung exakt den Vorläufern aus Bronze. Dies ist besonders bemerkenswert, da es sich um vollkommen verschiedene Herstellungsweisen handelt. Während Bronzeschwerter gegossen und nur leicht nachgeschmiedet wurden, müssen Schwerter aus Eisen in einem langen Prozess aus einem Barren geschmiedet werden. Der vorausgehende Prozess der Verhüttung und Raffination des Eisens ist zudem um ein Mehrfaches aufwendiger als die Gewinnung von Kupfer und Zinn zur Herstellung von Bronze. Bemerkenswert ist weiterhin, dass frühe Eisenschwerter den bronzenen Stücken nicht wesentlich überlegen waren, geht man davon aus, dass das Härten von Eisen noch nicht bekannt war. Die wesentlich bessere Verfügbarkeit des Rohstoffes sowie das Interesse an dem neuen Werkstoff führten aber zu einer raschen Verbreitung und dem Aufkommen der ersten Eisenschwerter.
Aus den hallstattzeitlichen Schwertern entwickelte sich die typische Form des Latèneschwertes mit der typisch geschwungenen Parierstange. Es handelt sich jedoch nicht um eine Parierstange im eigentlichen Sinne, sondern vielmehr um ein Eisenstück, welches verhindert, dass sich die Klinge in den hölzernen Griff drückt.
Latènezeitliche Schwerter entwickeln sich von spitz zulaufenden Hieb- und Stichschwertern zu längeren, zu fast reinen Hiebschwertern mit parallelem Schneidenverlauf und rundem Ort, regional aber unterschiedlich. Die Form entspricht den Spathae, wie sie von den Griechen bezeichnet wurden. Sie werden somit als Vorläufer der späteren Spatha angesehen.
Aus der Latènezeit sind auch die ersten Schwerter aus Damaszener Stahl bekannt. Hier findet sich meist drei Streifen damaszierten Stahles, im Wechsel mit Raffinierstahl, in der Klingenmitte, flankiert von angesetzten Schneiden.
Es tauchen auch erste Schwerter mit Stempelmarken auf. Ob es sich um Schmiedemarken im Sinn einer Herstellermarkierung handelt, ist nicht abschließend geklärt.
Das römische Schwert, der Gladius, war eine breite, kurze Waffe, die speziell für den Nahkampf und dichtes Getümmel entwickelt wurde. Der oft beinerne Griff wurde von ausladendem, runden Parierelement und Knauf umschlossen. Im späteren Verlauf setzten sich, wohl auch bedingt durch andere kulturelle Kontakte und Hilfstruppen, ein längerer Schwerttyp durch. Aus diesem längeren Schwert entwickelte sich die Spatha der Völkerwanderungszeit.

### Völkerwanderungszeit

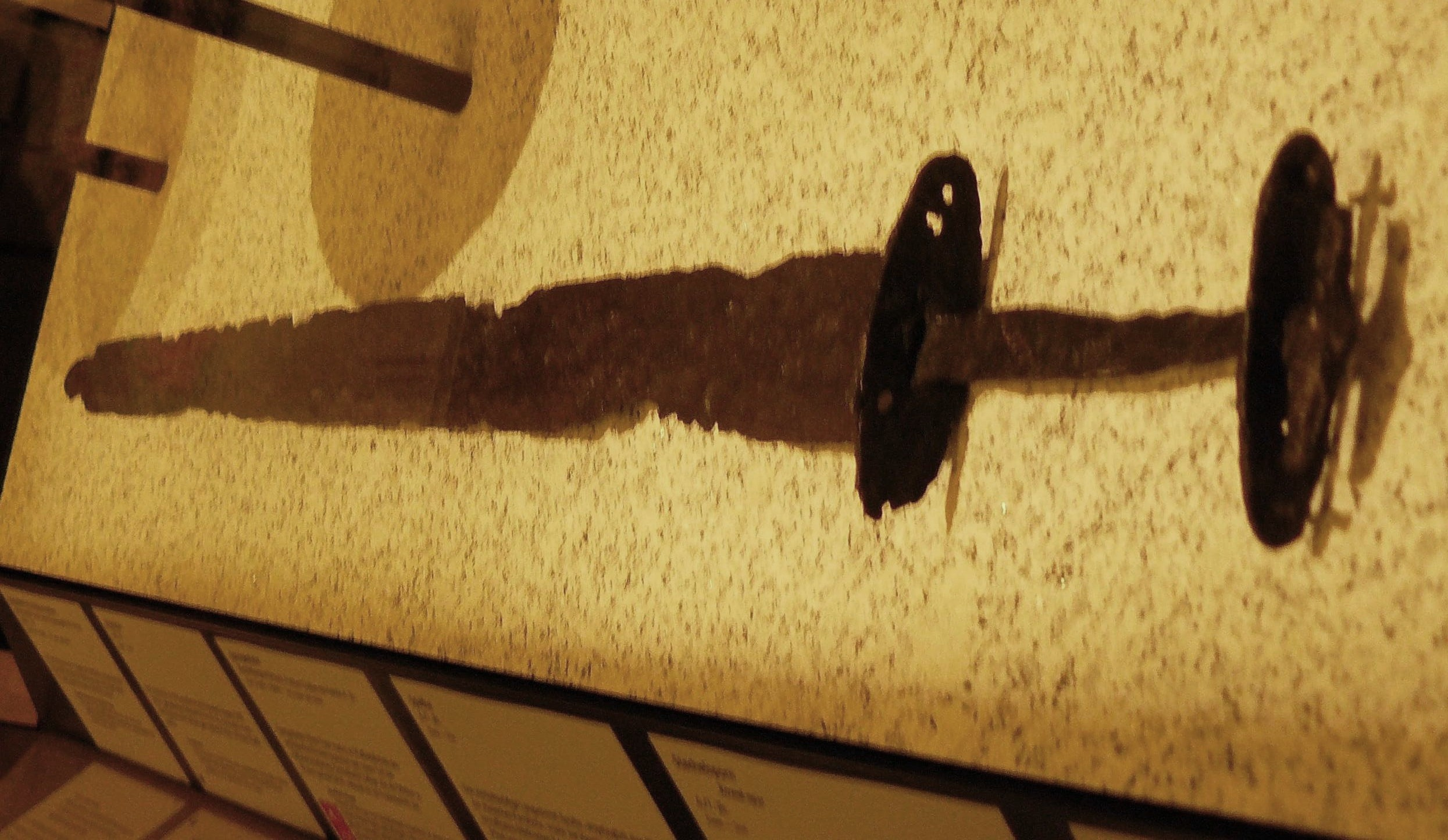
Spatha, 6. bis 7. Jahrhundert u. Z.

Das Leitschwert der Völkerwanderungszeit ist die Spatha. Es gibt reich verzierte Stücke und es finden sich sogenannte „wurmbunte“ Klingen, das heißt, mit tordierten Damaststäben gefertigte Klingen. Der Begriff geht auf einen Brief des Ostgotenkönigs Theoderich zurück, in dem er sich für eine Geschenksendung der Thüringer oder Vandalen bei diesen bedankt. Diese und weitere Überlieferungen aus dieser Zeit lassen vermuten, dass die Damaststrukturen ein Qualitätsmerkmal der damaligen Klingen waren. Das setzt voraus, dass die Damaststrukturen der Klinge sichtbar waren, was eine Politur ähnlich der Politur japanischer Waffen bedingt. Ein Ätzen der Klingen kann jedoch auch nicht ausgeschlossen werden, auch dabei treten die Strukturen im Stahl sichtbar hervor.
Neben den typischen Spathae sind aus der Völkerwanderungszeit auch andere lange Schwerter bekannt. Schwerter pontischen Typs, wie sie vor allem am Schwarzen Meer, etwa auf der Taman-Halbinsel, aber auch in Westeuropa, etwa in Altlußheim bei Mannheim, gefunden wurden, weichen etwas von der typischen germanisch-römischen Spatha-Konstruktion ab. Die Breite der linsenförmigen Klinge beträgt bei diesen Schwertern etwa 5,5 cm, die Parierstange ist sehr groß und an der Schauseite auffällig mit Almandineinlagen verziert. Diese Schwerter werden mit den Alanen in Zusammenhang gebracht. Zeitgleich, aber von den Spathae deutlich verschieden sind lange Schwerter hunnischen Typs. Bekannte Exemplare stammen etwa aus dem völkerwanderungszeitlichen Fundort Pannonhalma in Ungarn. Im Zuge der Völkerwanderung verbreitete sich dieser Typ weit nach Westen; ähnliche Waffen wurden im portugiesischen Beja gefunden. Hunnische Schwerter waren typischerweise schmäler als Spathae, spitz zulaufend und besaßen eine massive eiserne Parierstange. Teilweise sind diese Schwerter mit Almandineinlagen und Goldbeschlägen verziert.
Die Bedeutung des Schwertes in den Gesellschaften der Völkerwanderungszeit wird besonders in der Stellung deutlich, die die Schwerter in den meisten mythologischen Erzählungen des frühen und hohen Mittelalters einnehmen: So findet sich beispielsweise in der Artussage das Schwert Excalibur, im Nibelungenlied Siegfrieds Schwert Balmung und im Amelungenlied das Schwert Wielands, Mimung.
Während der Völkerwanderung ersetzte teilweise der Sax das Schwert als Waffe oder ergänzte es. Der Sax war eine kurze, einschneidige Hiebwaffe und trat bei germanischen Kriegern seit dem fortgeschrittenen 5. Jahrhundert auf. Aus ihm entwickelten sich im frühen Mittelalter einschneidige Hiebschwerter. Diese werden auch als „Schwertsax“ bezeichnet.

### Frühmittelalter
Ab dem 8. Jahrhundert, dem Beginn der Wikingerzeit, finden sich Klingen mit in Eisen eingelegten Buchstaben. Bekannte Buchstabenreihen sind +ULFBERHT+. oder +INGELRI+. Vermutlich handelt es sich um bekannte Herstellerbezeichnungen. Auch kontemporäre Kopien dieser Schwerter sind im Fundmaterial. Aus dem neben dem Schwert gebräuchlichen Sax entwickelten sich ab dem 8. Jahrhundert einschneidige Hiebschwerter. Diese meist sehr wuchtigen Klingen verschwanden im 9. Jahrhundert jedoch wieder aus dem Fundmaterial.
Jan Peterson klassifizierte die ihm vorliegenden Schwerter des Wikingertypus in seinem Buch The Norsk Vikingesverd (1919). Diese Klassifizierung ist auch heute noch oft in Gebrauch.

### Hoch- und Spätmittelalter
Die Wikingerschwerter werden wuchtiger und größer. Aus ihnen entwickelt sich das mittelalterliche Ritterschwert. Markierungen werden hier nicht mehr in Eisen eingeschmiedet, sondern mit Kupfer oder Edelmetallen eingelegt. Es handelt sich bei den Markierungen um für den Träger angebrachte Schutzzeichen, Namenszüge und Symbole. Sie kommen allerdings nur bei einer kleinen Zahl der Schwerter vor.
Die Parierstangen hochmittelalterlicher Schwerter sind typischerweise gerade und oft sehr lang. Es entsteht der Gesamteindruck eines christlichen Kreuzes.
Aus den bisher einhändig geführten Schwertern entwickeln sich ab dem Hochmittelalter erst anderthalb-, dann zweihändig geführte, lange Schwerter.
Die Klingen werden im Spätmittelalter stärker und spitzer. Es entwickeln sich, bedingt durch die Entwicklungen in der Waffentechnik, sogenannte Stech- und Bohrschwerter, auch Panzerstecher genannt. Die Fechtweise mit diesen langen Schwertern ist sehr schön in Fechtbüchern (Tallhofer, Fiore etc.) überliefert.
Schwerter spielten in vielen feudalen Zeremonien des Mittelalters eine wesentliche Rolle (Krönung, Schwertleite). Praktisch jeder europäische Krönungsornat enthält ein Schwert, so beispielsweise das Reichsschwert des Heiligen Römischen Reiches, die Reichsschwerter in England und Schottland etc.
Das Friesische Museum in Ljouwert zeigt einen 2,13 Meter langen und 6 Kilogramm schweren Zweihänder, der dem Krieger Pier Gerlofs Donia gehört haben soll.
Die Breite der Klinge des hochmittelalterlichen Schwerts nimmt etwa bis zwei Drittel der Klingenlänge linear ab, das restliche Drittel läuft zunehmend konvex zu einer (meist) abgerundeten Spitze, so dass sich im Endeffekt eine leicht krumme Schneide ergibt. Diese wiederum erzeugt einen deutlich stärkeren „Zugschnitt“-Effekt als eine völlig gerade Schneide, was sich positiv auf die Hiebeigenschaften des Schwertes auswirkt und trotzdem die Einsatzmöglichkeiten der Waffe im Bereich Stich- und Ringpanzer-Bekämpfung nicht mindert, wie es bei einem reinen Säbel der Fall wäre. Die Hohlkehle steuert die Masseverteilung, wodurch sich Trägheitsmoment und Schwerpunktlage des Schwerts anpassen lassen. Die Parierstange diente nur zum Teil als Handschutz – sie hatte beim Fechten eine wichtige Funktion als Hebel und Griffstütze.
Ewart Oakeshott klassifizierte die Schwerter des europäischen Mittelalters (ca. vom 11. bis zum 15. Jahrhundert) ausgehend von der Klingenform in 13 Haupttypen. Er führte diese Klassifizierung 1964 in seinem Buch The Sword in The Age of Chivalry („Das Schwert im Zeitalter des Rittertums“) ein und setzte damit Jan Petersens Klassifikation des Wikinger-Schwertes fort. Eine Klassifizierung der Knaufformen wurde von ihm ebenfalls vorgenommen. Diese sogenannte Oakeshott-Klassifikation wird neben anderen Klassifizierungen bis heute am häufigsten verwendet.

### Neuzeit

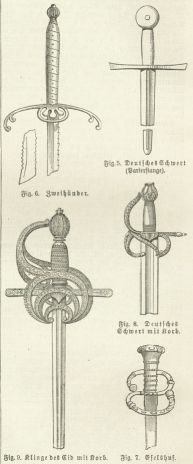
Frühneuzeitliche Schwerter, fig. 5: Deutsches Schwert, fig. 6: Zweihänder, fig. 7: Eselshuf, fig. 8: Dt. Schwert mit Korb, fig. 9: „Klinge des Cid“

Mit dem Aufkommen zunehmend schwererer Rüstungen mussten auch die Waffen angepasst werden, damit der Gegner trotz Panzerung verletzt werden konnte. Durch die zunehmende Verbreitung des Plattenharnischs wurde der Schild überflüssig, und die linke Hand wurde zumindest bei unberittenen Kämpfern weitgehend frei. Aus den ursprünglich verhältnismäßig kurzen Schwertern (etwa 0,8–1 m) entwickelten sich daher immer längere Schwerter (heute Eineinhalbhänder oder Bastardschwerter genannt). Die sogenannten Panzerbrecher, eine Sonderform des Schwertes, setzten sich nicht vollständig durch und wurden nur kurze Zeit benutzt.
Der Zweihänder, der auf Abbildungen aus der Landsknechtszeit häufiger zu sehen ist, wurde hauptsächlich zum Zweikampf benutzt, wenn die Formationen (Gewalthaufen) bereits aufgebrochen waren. Zum Wegschlagen der Piken, wie es immer wieder in Gerüchten behauptet wird, ist er völlig ungeeignet. Pikeniere und Musketiere trugen den kurzen Katzbalger als Nebenwaffe, der beim Kampf mit der Hauptwaffe nicht behinderte. Im zivilen Bereich trug man das Rapier. Gleichermaßen im militärischen wie im Zivilen verbreitet war das Seitschwert, das von der Erscheinung her zwischen dem Katzbalger und dem Rapier eingeordnet werden kann.
Aufgrund der Tatsache, dass nicht zuletzt häufig Prunkwaffen überlebt haben, da sie keinem Verschleiß ausgesetzt waren, existieren häufig falsche Vorstellungen über Gewicht und Schwerpunkt historischer Schwerter. Paradewaffen, die hauptsächlich geschultert getragen bei Umzügen vorgeführt wurden, erreichten Gewichte, die für den Kampf absolut nicht praktikabel waren (vier Kilogramm und mehr). Eine tatsächliche Gebrauchswaffe musste aber – besonders, wenn sie für militärischen Gebrauch gedacht war – auch über längere Zeit zu führen sein. Ein Stahlschwert, das zum Kampf geeignet sein soll, wiegt je nach Länge zwischen ein und anderthalb Kilogramm. Je nach Schwerttyp wird ein Schwerpunkt mehr oder weniger nahe der Parierstange angestrebt. Schwerter mit geringem Gewicht können einen Schwerpunkt um 20 Zentimeter vor der Parierstange aufweisen, ohne dadurch unhandlich zu werden. Es ist jedoch zu beachten, dass die dynamischen Eigenschaften eines Schwerts nicht allein durch Masse und Schwerpunktlage, sondern auch durch das jeweilige Trägheitsmoment definiert werden.
Mit dem Ende des Mittelalters verliert das Schwert an Bedeutung. Das lange Messer und die Dussäge weisen bereits den Weg zur Entwicklung des Säbels. Die langen, dünner werdenden Schwerter entwickeln sich zu Rapieren und Degen. Dabei ist das Aufkommen der Schusswaffen Hauptgrund für eine vollkommen veränderte Schlachtführung, in der lange Blankwaffen immer mehr eine untergeordnete Rolle spielen.

## Material und Technik

### Konstruktion und Bestandteile

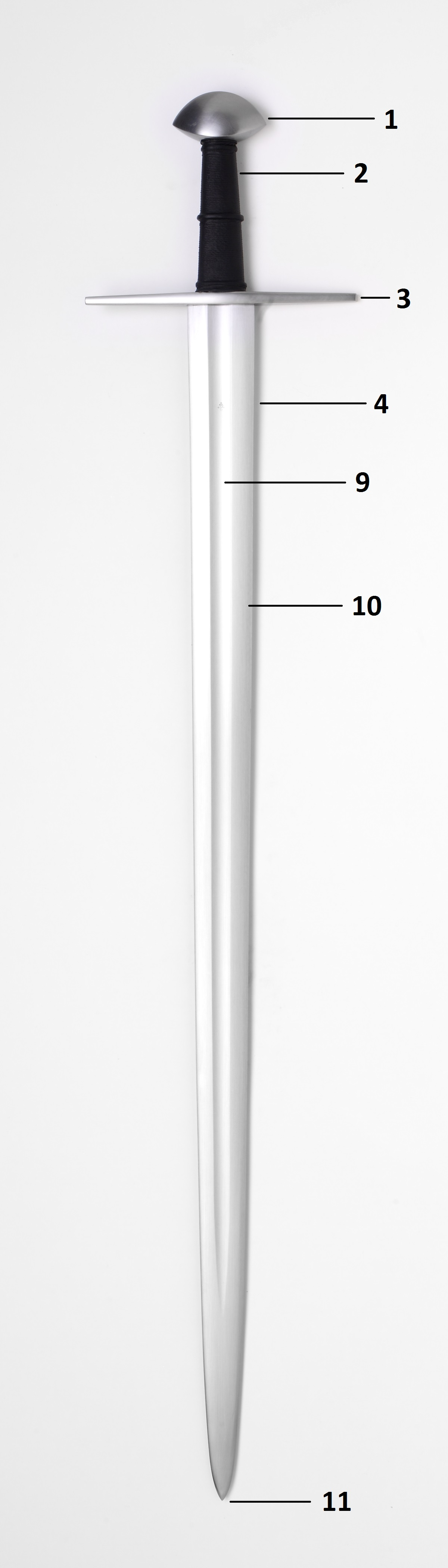
Einzelteile des mittelalterlichen Schwertes

Die Grundkonstruktion ab der Völkerwanderungszeit:
1. Der Knauf dient als Abschluss des Schwertes und soll das Abrutschen des Schwertes aus der Hand verhindern. Zudem bildet der Knauf ein Gegengewicht zur Klinge, welches die Schwerpunktlage verändert und dadurch die Schwertführung verbessert. Bronzezeitliche Schwerter haben oft eine Abschlussplatte oder einen Knauf, der aus dem Griff gebildet wurde. Bei den meisten Eisenschwertern wird der Knauf auf den Erl der Klinge geschoben und vernietet. Steht der Nietkopf deutlich über, wird er manchmal als „Knäufchen“ bezeichnet.
2. Das Heft bildet den Griff des Schwertes und besteht meist aus organischen Materialien. Es besteht oft aus einem Hartholz, welches um die Angel gelegt wird, und einer Wicklung oder einem Geflecht aus Leder, Stoff oder Metall.
3. Die Parierstange soll Schläge des Gegners abfangen und verhindern, dass die Hand auf die Klinge rutscht.
4. die Klinge
5. Die Schwertscheide soll die Klinge und den Träger schützen; sie besteht aus Holz, Leder, Fell oder Metall. Die Schwertscheide hat meistens diverse Tragebügel oder Schlaufen, um sie zu befestigen. Meist schließt ein sogenanntes Ortblech die Schwertscheide nach unten ab und schützt so die Scheide vor Abrieb. Das Scheidenmundblech soll das Leder vor der Schneide des Schwertes schützen und das Eingleiten der Klinge erleichtern. Die Scheide mittelalterlicher Schwerter wurde wohl auch mit Fell gefüttert. Die Klinge wird so nicht verkratzt, sicherer gehalten und Pflegeöle halten sich im Fell. Das Futter wurde mit dem Strich zum Ort eingebracht.
6. Die Angel bildet den Teil der Klinge, der durch die Parierstange, Griff und den Knauf führt und den Niet für den Knauf bildet.
7. Der Mittelgrat dient der Versteifung einer Klinge. Er ist vor allem bei bronze- und eisenzeitlichen sowie bei hochmittelalterlichen Schwertern, bei denen er in etwa das letzte Drittel der Klinge ausmacht, zu finden.
8. Die Fehlschärfe oder das Ricasso ist der ungeschliffene Bereich. Sie befindet sich i. d. R. am Anfang der Klinge kurz vor der Parierstange. Es gibt aber auch Schwerter, die eine Fehlschärfe in der Mitte der Klinge haben, um die beim Harnischkampf verwendeten Halbschwerttechniken zu erleichtern. Eine Fehlschärfe findet sich, mit Ausnahme einiger bronzezeitlicher Schwerter, erst ab dem Spätmittelalter an Schwertern. Bei großen, zweihändigen Schwertern kann die Fehlschärfe einen großen Bereich der Klinge einnehmen und wird dann bei verschiedenen Schlagversionen zeitweise mit der zweiten Hand gegriffen. Bei einigen historischen Zweihändern der späten Renaissance wird dieser Bereich daher durch eine zweite Parierstange, den sogenannten Parierhaken, geschützt. Dieser ist im Gegensatz zur Parierstange immer ein ausgeschmiedeter Teil der Klinge.
9. Die Hohlkehle, fälschlicherweise auch Blutrinne genannt, dient je nach Herstellungsmethode der Gewichtsreduzierung der Klinge, ist aber keine Abflussrille für das Blut des Gegners. Sie erhöht je nach Schwert auch die Schneidwirkung. Die Hohlkehle wird häufig beidseitig eingeschmiedet oder selten auch spanabhebend hergestellt und durchbricht die Klinge in der Regel nicht. Lediglich bei Zier- oder Zeremonialwaffen konnte es vorkommen, dass der Schmied kunstvolle Durchbrüche gestaltete. Es gibt auch Klingen, bei denen die Hohlbahnen sich nicht gegenüberliegen. Oft wurden auch Marken, Segenssprüche oder Namen in die Hohlkehle gearbeitet.
10. Die Schneide ist der scharf geschliffene Teil der Klinge und bestand oft aus in die Klinge eingearbeiteten „Schneideleisten“ aus besonders hartem und schneidhaltigem Stahl.
11. Der Ort ist die Klingenspitze.

Der Querschnitt der Klinge variierte bei europäischen Schwertern erheblich, je nach Einsatzbestimmung der Klinge. Verbreitet waren vor allem linsenförmige und rhombische, aber auch sechseckige und kreuzförmige Querschnitte. Der Querschnitt hat maßgeblichen Einfluss auf die Stich- und Schneidfähigkeit.

### Archäometallurgischer Hintergrund
Bereits bei bronzezeitlichen Vollgriffschwertern bestehen Klinge und Griff meist aus Bronzen unterschiedlicher Zusammensetzungen. Durch Kaltschmieden konnte eine weitere Verfestigung der Klinge erreicht werden, das Material wird aber auch spröder. Der Guss dieser Schwerter musste sehr sorgfältig erfolgen. Lufteinschlüsse im Material konnten schnell zu einem Bruch führen, wie sich an vielen überlieferten Funden zeigt. Anders als bei Schwertern aus Eisen war wohl die Qualität einer Klinge nicht äußerlich sichtbar.
Die Gewinnung von Eisen war bis zum Hochmittelalter nur in sog. Rennöfen möglich. Das Produkt der Reduktion des Eisenerzes in den Rennöfen ist die Luppe, ein Eisenschwamm, der durch Ausschmelzen der Begleitstoffe im Erz erzeugt wird. Das Eisen wird hierbei nicht vollständig aufgeschmolzen. Die Weiterverarbeitung zu einem Barren erfolgt durch wiederholtes Ausschmieden und Falten der Luppe. Ziel des Prozesses ist die Homogenisierung des Materials und das Austreiben der restlichen Schlacke. Dieser Prozess wird raffinieren oder gärben genannt, das Produkt dementsprechend Raffinier- oder Gärbstahl.
Bestehen die frühesten Eisenklingen wohl gänzlich aus Raffinierstahl, so finden sich ab der Latènezeit Klingen, die gewollt aus unterschiedlichen, miteinander verschmiedeten und gefalteten Gerbstahlsorten bestehen. Durch die auffällige Musterung im Stahl, die Ähnlichkeiten mit einem neuzeitlichen, orientalischen Tiegelstahl hat, hat sich der Begriff „Damaszener Stahl“ in jüngster Zeit auch für dieses Material etabliert.
An den Schneiden der Klingen finden sich fast ausschließlich Gärbstähle hoher Qualität. Die Damaszierung dient dem Aussteifen der Klingenmitte, wodurch die Klingen dünner und leichter werden können. Dies setzt jedoch komplizierte Klingenaufbauten aus mehreren Stahlsträngen voraus. Ab dem 1. Jahrhundert finden sich auch in sich verdrehte Stränge aus verschiedenen Gärbstählen. Klingen mit diesem Aufbau werden auch als „wurmbunt“ bezeichnet. Im weiteren Verlauf des Mittelalters finden sich viele verschiedene Muster und Klingenaufbauten. Im Hochmittelalter verschwinden die auffälligen, nach außen sichtbaren Muster wieder, auch wenn die Klingen weiterhin aufwendig damasziert sind. Metallografische Untersuchungen an originalen Schwertern wie dem Zeremonienschwert aus der Domschatzkammer liefern exakte Daten. Der mittelalterliche Stahl weist einen sehr geringen Anteil an Schwefel und Phosphor (0,002 bis 0,003 %) auf. Der Kohlenstoffgehalt untersuchter Klingen bewegt sich im Bereich zwischen 0,1 % und 1,1 %, und die gemessene Härte reicht bis 58 HRC, wobei die Härte im Stahl durch Alterung und äußere Einflüsse beeinflusst sein könnte. Die erhöhten Härtewerte setzen einen gezielten Härtevorgang der Klingen voraus. Selektive Härtung wurde ebenfalls praktiziert, wie bereits die Schwertklingen aus dem Nydam-Schiff belegen.

### Mythen
Die Geschichte, dass die Kreuzritter „damaszener Säbel“ mit Gold aufwogen, weil sie ihre Rüstungen „wie Butter“ zerschnitten, lässt sich historisch nicht belegen. Zur Zeit der Kreuzzüge waren Säbel zwar auch vorhanden (vor allem durch die Seldschuken aus Zentralasien importiert), jedoch lassen sich viele orientalische Schwerter mit gerader, beidseitig geschärfter Klinge ebenfalls nachweisen. Zur Bekämpfung der Kettenrüstungen der Kreuzfahrer wurden höchstwahrscheinlich gerade und nicht gekrümmte Klingen eingesetzt.

## Abgrenzung zu anderen Blankwaffen
Dolche sind wie die Schwerter meist zweischneidig, teilweise auch von quadratischem oder dreieckigem Klingenquerschnitt und meist nicht zum Schlag geeignet. Für gewöhnlich sieht man zweischneidige Waffen bis 40 cm Klingenlänge als Dolche an, längere als Kurzschwerter.
Säbel sind einschneidig und gebogen. Ein senkrecht auftreffender Säbelhieb hat eine stärker schneidende Wirkung als ein Schwerthieb, da die Schneide mit einer kleineren Fläche auftrifft. Die japanischen Katana sind einschneidig und gebogen, sind also im Prinzip Säbel, können aber auch nicht eindeutig als solche bezeichnet werden, da sie einige Merkmale aufweisen, die von der klassischen Definition eines Säbels abweichen. Das Katana bildet demnach eine eigene Klasse; es ist zumeist mehrlagig (Gerbstahl), jedoch nicht im Sinne eines Damaszener Stahls.
Rapier, Degen und Florett entstanden aus den auf Stich optimierten Schwertern des ausgehenden Mittelalters. Es sind für den Zweikampf optimierte Waffen. Die lange, spitze, einhändig geführte Klinge dient zum Parieren, das Gefäß ist zum Schutz der Hand optimiert und ist oft reich verziert. Diese grifflastigen, leichten Waffen ermöglichen einen längeren ermüdungsfreien Einsatz beim Fechten.
Der Pallasch besitzt eine gerade Klinge. Aufgrund des Gebrauches und der Griffform ist er jedoch eher den Säbeln zuzuordnen.